# Telmatoscopus incanus
Telmatoscopus incanus és una espècie d'insecte dípter pertanyent a la família dels psicòdids que es troba a Europa: Alemanya (Saxònia) i Dinamarca.